# Orlești
Orlești – wieś w Rumunii, w okręgu Vâlcea, w gminie Orlești. W 2011 roku liczyła 1759 mieszkańców.